# Rolls-Royce Phantom VIII
Rolls-Royce Phantom VIII — британский автомобиль производимый компанией Rolls-Royce Motor Cars.
Как и его предшественник Phantom VII, Phantom VIII имеет короткий передний свес и вертикальную переднюю часть, длинный капот и откидной пассажирский салон, а также длинную колёсную базу и плавный задний конец. Он также использует задние открывающиеся «каретные двери». Впервые в автомобиле фирменная решётка радиатора Rolls-Royce «Парфенон» интегрирована в окружающий кузов. Огромное внимание также уделено шумоизоляции.
Phantom построен на платформе «Architecture of Luxury» (с англ. — «Архитектура роскоши») которая после него будет пользоваться в Rolls-Royce Cullinan и в новом Rolls-Royce Ghost .

## Phantom EWB
Вместе с обычной моделью, в продажи поступил Rolls-Royce Phantom Extended Wheelbase (EWB) с удлинённой колёсной базой. На 220 мм (8,7 ″) длиннее стандартной колесной базы.